# تجمع خانواده
تجمع خانواده همچنین شناخته شده به عنوان تجمع خانوادگی است که خوشه بندی برخی از صفات ورفتارها یا اختلالات در درون یک خانواده است. تجمع خانواده ممکن است به دلیل تشابهات ژنتیکی یا محیطی به وجود می‌آیند

## اسکیزوفرنی
داده‌ها از مطالعات تجمع خانواده به‌طور گسترده‌ای به منظور تعیین نحوه توارث اسکیزوفرنی مورد بررسی قرار گرفته‌است. مطالعات نشان داده‌اند که زمانی که تعداد زیادی از خانواده‌های مورد مطالعه قرار می‌گیرند، حالت ساده ازنحوه وراثت از نظر آماری قابل پشتیبانی نیست. اکثر مطالعات تجزیه و تحلیل برای نحوه وراثت به این نتیجه رسیده‌اند که احتمال یک آستانه چند عاملی زیاد است.

## بیماری‌های قلبی عروقی
سازگارترین و دراماتیک شواهد تأثیر خانواده در بیماری‌های قلبی عروقی (CVD) است تجمع خانواده از عوامل فیزیولوژیکی است. در مطالعات متعددی والدین-فرزند و خواهر و برادر-خواهر و برادر همبستگی فشار خون تقریباً .۲۴هستند . ژنتیکی بودن فشار خون قوی است اما همه واریانس‌ها راتوضیح نمی‌دهد.

## بیماری پارکینسون
بیماری پارکینسون (PD)خانوادگی وجود دارد اما نادر است. تحقیقات اولیه موفق به نشان دادن تجمع خانواده برای بیماری پارکینسون نشدند.